# Copaxa moinieri
Copaxa moinieri is een vlinder uit de familie nachtpauwogen (Saturniidae), onderfamilie Saturniinae.
De wetenschappelijke naam van de soort is voor het eerst geldig gepubliceerd door Lemaire in 1974.
Deze soort is endemisch in Costa Rica. De waardplant is de altijdgroene struik Ocotea veraguensis.
De rupsen van Copaxa moinieri zijn een prooi voor de zwartkoptrogon (Trogon melanocephalus) en de koperstaarttrogon (Trogon elegans). De gewone sluipwesp Enicospilus bozai is een parasiet van de rupsen.